# Station Aiguillon
Station Aiguillon is een spoorwegstation in de Franse gemeente Aiguillon. Het wordt bediend door treinen van het netwerk TER Nouvelle-Aquitaine op het traject Bordeaux - Agen.